# Le Code criminel
Pour plus de détails, voir Fiche technique et Distribution.
Le Code criminel (titre original : The Criminal Code) est un film américain réalisé par Howard Hawks, sorti en 1931.

## Synopsis
Robert Graham, un jeune homme, tue un souteneur en état de légitime défense. Le procureur Mark Brady le fait condamner à dix ans de prison. Quelques années plus tard, Brady est nommé directeur du pénitencier où Graham purge sa peine. Pris de remords, l'ancien procureur offre une nouvelle chance au prisonnier en le prenant comme valet de chambre.
Graham fait ainsi la connaissance de Mary, la fille de Brady. Un jour, il assiste à l'exécution par Galloway, son compagnon de cellule, d'un autre forçat. Graham choisit de ne pas dénoncer le criminel.

## Fiche technique
- Titre : Le Code criminel
- Titre original : The Criminal Code
- Réalisation : Howard Hawks
- Scénario : Fred Niblo Jr., Seton I. Miller, d'après la pièce de Martin Flavin
- Photographie : James Wong Howe, Ted Tetzlaff et L. William O'Connell (non crédité)
- Montage : Edward Curtiss
- Musique : Sam Perry
- Direction artistique : Edward C. Jewell
- Producteurs : Harry Cohn, Howard Hawks
- Société de production : Columbia Pictures
- Pays de production :  États-Unis
- Langue : Anglais
- Format : Noir et blanc — 35 mm — 1,37:1 — Son : Mono
- Genre : Film dramatique, Film policier
- Durée : 97 minutes
- Dates de sortie : 
  - États-Unis : 3 janvier 1931
  - Royaume-Uni : 5 octobre 1931
  - France : 1er février 1932

## Distribution
- Walter Huston : Mark Brady
- Phillips Holmes : Robert Graham
- Constance Cummings : Mary Brady
- Boris Karloff : Ned Galloway
- DeWitt Jennings : Capitaine Gleason
- Mary Doran : Gertrude Williams
- Ethel Wales : Katie Ryan
- Clark Marshall : Runch
- Arthur Hoyt : Leonard Nettleford
- John St. Polis : Docteur Rinewulf
- Paul Porcasi :Tony Spelvin
- Otto Hoffman : Jim Fales
- John Sheehan : 'Mac'McManus
- Andy Devine : Cluck

## Autour du film
- Il y eut deux remakes de ce film : en 1938, Prison centrale de John Brahm, et, en 1950, La Loi des bagnards (en) d'Henry Levin.
- D'autre part, en 1932, Jack Forrester tourna une version française du film, comme cela se faisait à l'époque, Criminel avec Harry Baur, Jean Servais et Hélène Perdrière.
- Dans le film de Hawks, de vrais bagnards jouent leur propre rôle[1].
- Le film est cité dans La Cible (Targets) de Peter Bogdanovich.